# 楷書体
楷書体（かいしょたい）とは、漢字の書体の一つ。比較的新しい時代に生まれた、現在では漢字のもっとも基本的な字形である。筆を使って書く手書き書体の一つだが、今日では印刷書体としても用いられる。印刷書体としての楷書体は日本国内では教科書体としても知られる。

## 楷書（手書き書体）

### 概要
一画一画を続けずに、筆を離して書く。方形に近い字形である。横線は、筆の打ち込み、中間の線、筆の止めがはっきりしていることが多い（三過折）。なお、現代日本で一般的に書道などで楷書を学ぶといった経験が少なくなり、活字印刷を通してしか漢字を目にすることがなくなってきたことから、楷書を活字体（明朝体）の字体（字の骨格）をなぞったものと考える向きがある。しかし、この活字体は康熙字典の書体をもとにしており、初唐に確立した伝統的な楷書とは異なるものである。

### 歴史
楷書は、漢代の標準的な書体であった隷書に代わって、南北朝から隋・唐にかけて標準となった書体である。行書体が確立した時代に発生したため、これらの中では最後に生まれたとされている。唐時代までは「楷書」とは呼ばれず、「隷書」「真書」「正書」と呼ばれていた。書体の名称として「楷書」という用語が普及した時期は宋時代以降である。
現時点で最古の楷書は、1984年に発掘された呉の朱然墓から発見された名刺である。しかし、それ以後も、隷書と楷書の両方の特徴をもつ中間的な書体が並行して行なわれていた。これを今隷と呼ぶ。北涼時代の写経に例が多いので北涼体と呼ぶこともある。また、中国では楷隷、晋楷とも呼ぶ。当時は、楷書の字形が標準化されておらず、異なった字形の文字が多かった。この多数の異体字を六朝別字と呼び、専門の字典として碑別字がある。
書体が洗練されたのは、初唐の太宗の時代であり、優れた能筆家が多数輩出した。その多くは、石碑の拓本として現代に伝えられている。特に有名な人物として、初唐の四大家と呼ばれる欧陽詢・虞世南・褚遂良・薛稷がいる。中でも欧陽詢の「九成宮醴泉銘」（きゅうせいきゅうれいせんめい）は「楷法の極則」を伝えるものとして名高い（画像参照）。また、太宗の時代に楷書が洗練された背景として、当時律令制に基づく文書行政および科挙の導入にあたって全ての官人が用いることが出来る字体の確立が求められた事情があり、その際に太宗が愛好していた王羲之の影響を受けた書法が採用されたとされている（隷書が統一国家である秦で生み出されたとする見解に似た部分がある）。
また楷書の四大家（欧陽詢・顔真卿・柳公権・趙孟頫）の一人である顔真卿は小篆をもとに楷書の字形を標準化しようとした。その特徴のある字形を顔体、書法を顔法という。科挙の盛行に伴い楷書の標準化がより必要になり、干禄字書、開成石経などが制作された。

## 楷書体（印刷書体）

### 概要
現在、印刷書体として使われ、清朝初期の木版印刷に使われた軟体楷書体・清朝体などと呼ばれる書体をもとにしている。その書体は明朝体の影響を受けつつ、康熙帝が好んだ明末の董其昌、乾隆帝が好んだ元の趙子昂の書風の影響を受けている。この軟体楷書は、日本の教科書体、弘道軒清朝体、正楷書体、台湾の標準楷書体（標楷体）などに見られる。これら以外にも、宋朝体、明朝体、ゴシック体など多数の書体がある。

### 歴史
木版印刷は唐時代に遡るが、楷書書体が洗練されたのは、宋時代である。大部分の木版印刷は整版（普通2ページを1枚の木板の片面に彫刻する）で制作された。宋代に印刷された本に使用された楷書体のうち特に普及した書体を、明時代後半以降に、模倣した印刷書体が宋朝体である。明代後半には書物の商業的印刷刊行が盛んになり、分業で能率的に彫刻でき読みやすい字体として、明朝体が発明された。
中国・日本の書物の活字印刷は、19世紀中期までは、少部数書籍に限定されていた。李氏朝鮮以外では一般的ではなかったので、活字の書体は整版の書体と同じである。